# Melidia laminata
Melidia laminata är en insektsart som beskrevs av Lucien Chopard 1954. Melidia laminata ingår i släktet Melidia och familjen vårtbitare. Inga underarter finns listade i Catalogue of Life.